# ワサッチ山脈
ワサッチ山脈（ワサッチさんみゃく）とはアメリカ合衆国のアイダホ州、ワイオミング州南部からユタ州中央にかけて南北に伸びる山脈。ロッキー山脈の西の端、グレートベースンの東の端である。名前はこの地域のネイティブアメリカンの部族の名前からつけられている。
ユタ州の人口の85%はこの山脈の15マイル以内に住んでおり、ワサッチフロントと呼ばれる。ユタ州の州都ソルトレイクシティがこの山脈とグレートソルト湖の間に位置する。
山脈の南端、ニーファイ付近に最高峰ネボ山がある。他にはオリンポス山、Mount Timpanogosなどがある。
19世紀中頃には、カリフォルニアへの移民が利用するカリフォルニア・トレイルの短絡路として提案されたヘイスティングズ・カットオフが本山脈を越えるルートとなっていた。このワサッチ山脈を越える短絡路を使用した移民団に、大半の隊員の餓死・カニバリズムといった悲劇で知られるドナー隊がいる。
また1929年に米大陸横断中の日本人飛行士・後藤正志が墜落死した場所でもあり、この地に石碑が建立された。